# Caedicia longipennis
Caedicia longipennis är en insektsart som beskrevs av Brunner von Wattenwyl 1878. Caedicia longipennis ingår i släktet Caedicia och familjen vårtbitare. Inga underarter finns listade i Catalogue of Life.